# Bairro da Paz (Salvador)
O Bairro da Paz (antiga Invasão das Malvinas) é um bairro de Salvador, Bahia. Está localizado entre as avenidas Luís Viana Filho (Avenida Paralela) e Orlando Gomes, na zona norte da cidade.

## História
Fruto de invasão de uma área pertencente ao Município, a ocupação começou em 1982 cerca de mil famílias. O assentamento consolidou-se ao longo da década de 1980, em meio a disputas entre os moradores e o governo, incluindo diversos enfrentamentos com a polícia, o que tornou o local um verdadeiro campo de batalha, na época. Em alusão à situação, o primeiro nome do assentamento - Malvinas - foi uma referência à Guerra das Malvinas, entre a Grã-Bretanha e a Argentina, conflito deflagrado também no ano de 1982.
A data de fundação adotada é o dia 23 de abril de 1982. Pessoas de diversas localidades ocuparam irregularmente um terreno que pertencia à Prefeitura Municipal. Na época das primeiras ocupações, o governo tentou remover a população diversas vezes, mas não surtiu efeito.
Em 1992 o nome do bairro foi alterado de "Invasão das Malvinas" para "Bairro da Paz". Nos anos 2000, é criado o Colégio Mestre Paulo dos Anjos. No início dos anos 2010, foi construída uma Base Comunitária de Segurança da Polícia Militar (BCS), onde são oferecidos cursos e opções de lazer à população local: 
É nítida a mudança que a base comunitária trouxe para o bairro. O comércio se expandiu muito, a comunidade se desenvolveu, entidades se sentiram seguras em entrar no bairro para fazer outras atividades porque a sensação de segurança aumentou no local— tenente Letícia Mercês, comandante da BCS do Bairro da Paz

## Demografia
Em 2006 o bairro Bairro da Paz tinha o Índice de Desenvolvimento Humano (IDH) de 0,664, índices menores que países como a África do Sul, Guiné Equatorial e Tajiquistão, localizados na África e Ásia Central.
Foi listado como um dos bairros mais perigosos de Salvador, segundo dados do Instituto Brasileiro de Geografia e Estatística (IBGE) e da Secretaria de Segurança Pública (SSP) divulgados no mapa da violência de bairro em bairro pelo jornal Correio em 2012. Ficou entre os mais violentos em consequência da taxa de homicídios para cada cem mil habitantes por ano (com referência da ONU) ter alcançado o o nível mais negativo, com o indicativo de "mais que 90", sendo um dos piores bairros na lista.
Conhecida por ser uma região violenta, em 2015 foi revelado um feito inédito no bairro, entre julho de 2014 e julho de 2015 não foi registrado nenhum Crime Violento Letal Intencional (CVLIs) - homicídio, latrocínio e lesão corporal seguida de morte). Política de inclusão social e a polícia comunitária instalada no bairro em 2012 foram apontados como o motivo para a redução desses crimes.